# تششمه حاجغه جعفري (مقاطعة غيلانغرب)
تششمه‌حاجغه‌جعفري (بالفارسية: چشمه‌حاجگه‌جعفری) هي قرية تقع في كرمانشاه في إيران. يقدر عدد سكانها بـ 399 نسمة بحسب إحصاء 2016.